# Masque Walu

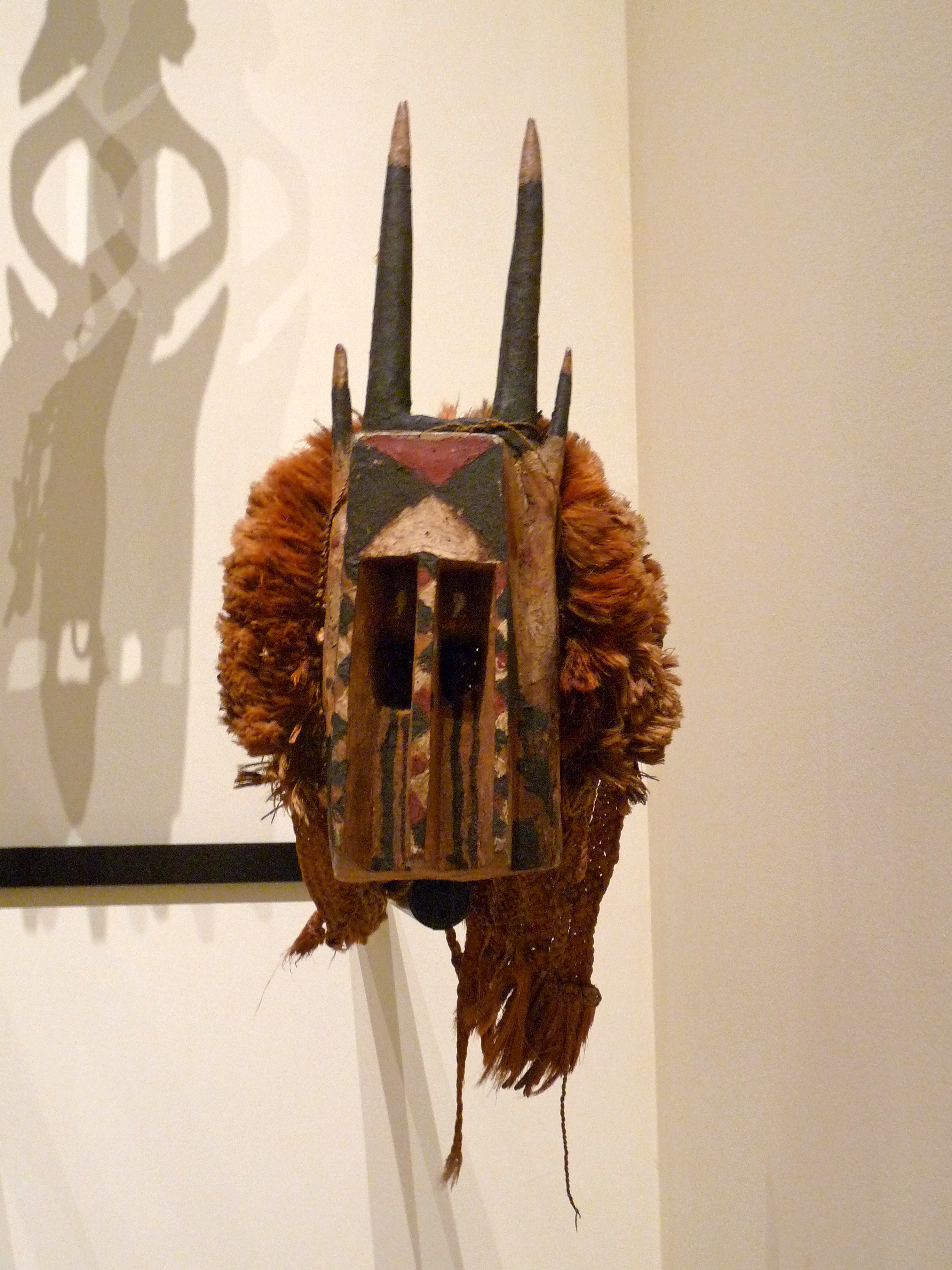

Le masque Walu, ou masque antilope, est un masque facial du peuple dogon (Mali), utilisé traditionnellement par les membres de la société Awa, afin que les récoltes soient bonnes 

## Symbolique
La danse du masque Walu fait allusion a un épisode de la cosmogonie dogon : Walu est en effet l'antilope mythique qu'Amma, Dieu dogon, avait chargé de protéger le soleil du renard, symbole du désordre et de l'insoumission, qui cherche toujours à s'en approcher pour s'emparer de sa jumelle. Ne pouvant s'approcher du soleil, le renard a poussé l'hippotrague Ka à attaquer Walu. L'un des premiers ancêtre, Dyongou Sérou, tue alors l'hippotrague. Le renard creusa alors des trous dans le sol pour faire tomber Walu, qui fut blessée. Dyongou Sérou essaye alors de le soigner mais sans succès. Walu, boitant, s'en va trouver le forgeron, "jumeau" du Nommo. Mais il est trop tard, et Walu meurt auprès du forgeron. Sa femelle arrive alors sur les lieux et met bas, assurant la continuité de l'espèce.

## Utilisation
La danse et la mimique du masque Walu évoque cet épisode de la cosmogonie dogon. Le porteur du masque antilope tient un bâton dont il se sert de béquille. Il accompagne la procession en donnant de temps à autre de violent coups de cornes, comme pour chasser le renard. S'il rencontre un masque dyobi, représentant le renard, il l'attaque aussitôt. Au bout d'un moment, le porteur du masque Walu tombe à terre, symbolisant sa blessure. Le masque guérisseur, représentant l'un des huit ancêtres primordiaux Dyongou Sérou, fait alors mine de le soigner. Le porteur du masque Walu se relève donc et boite jusqu'à sa sortie définitive.

## Photographies

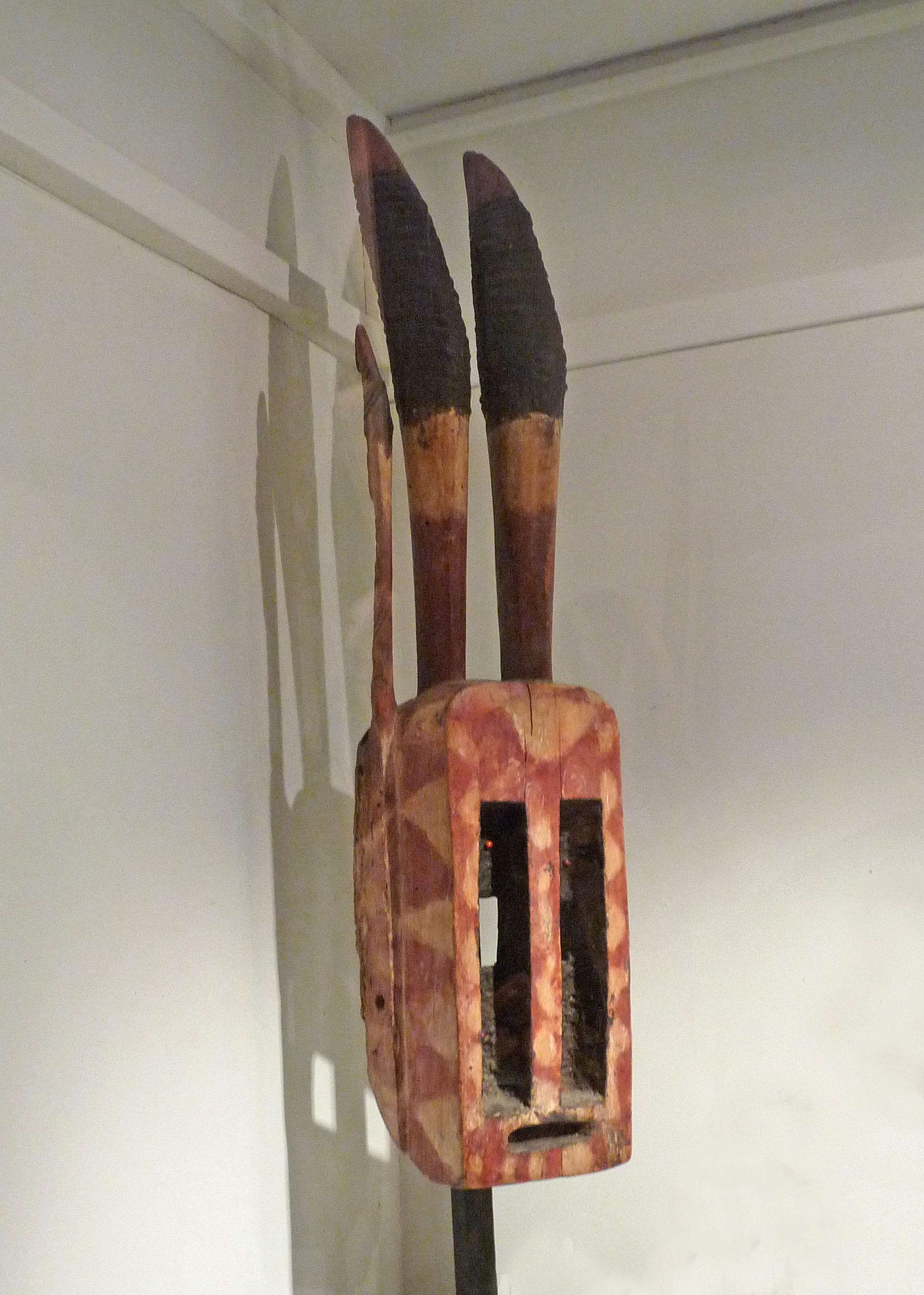
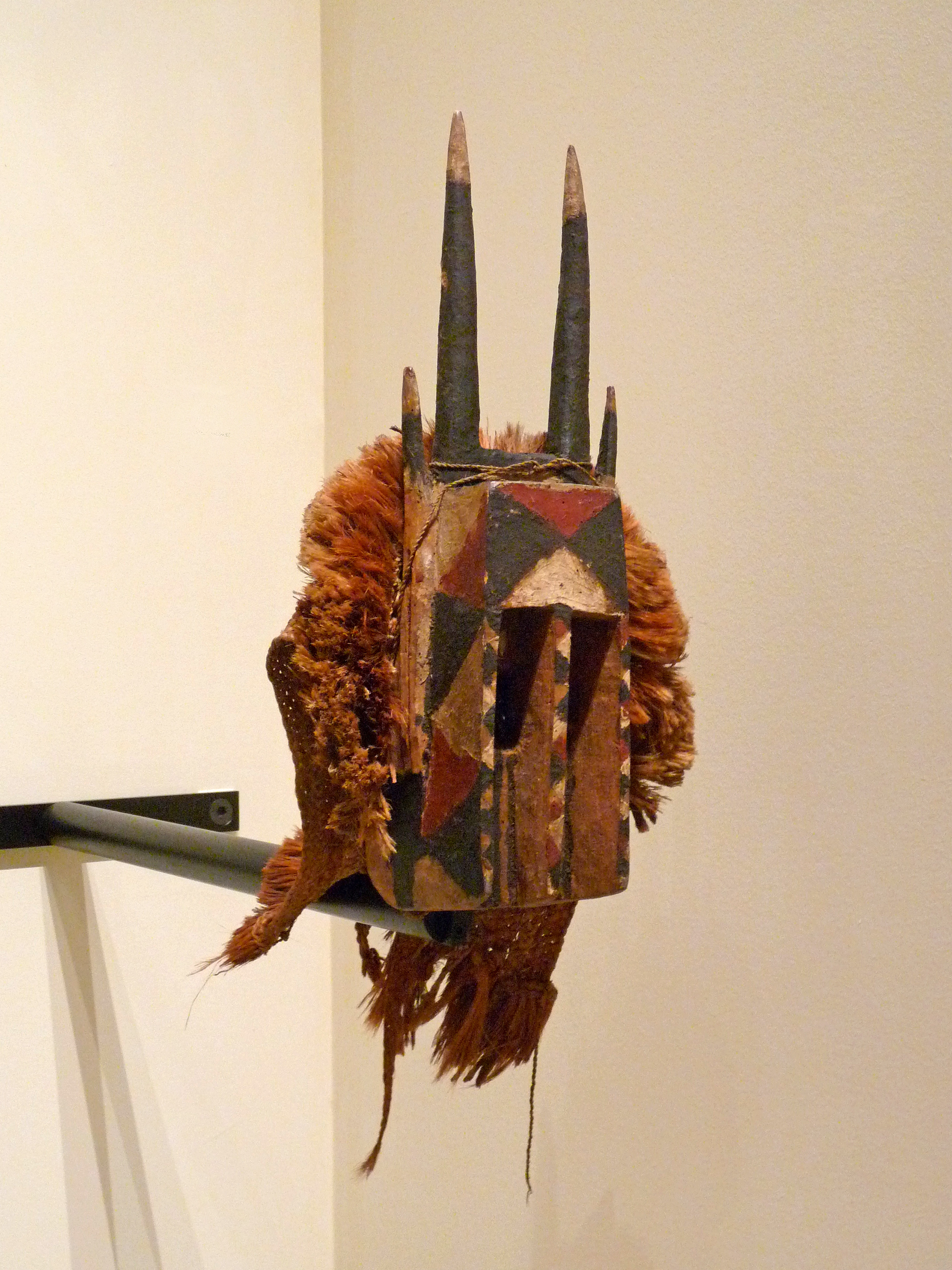
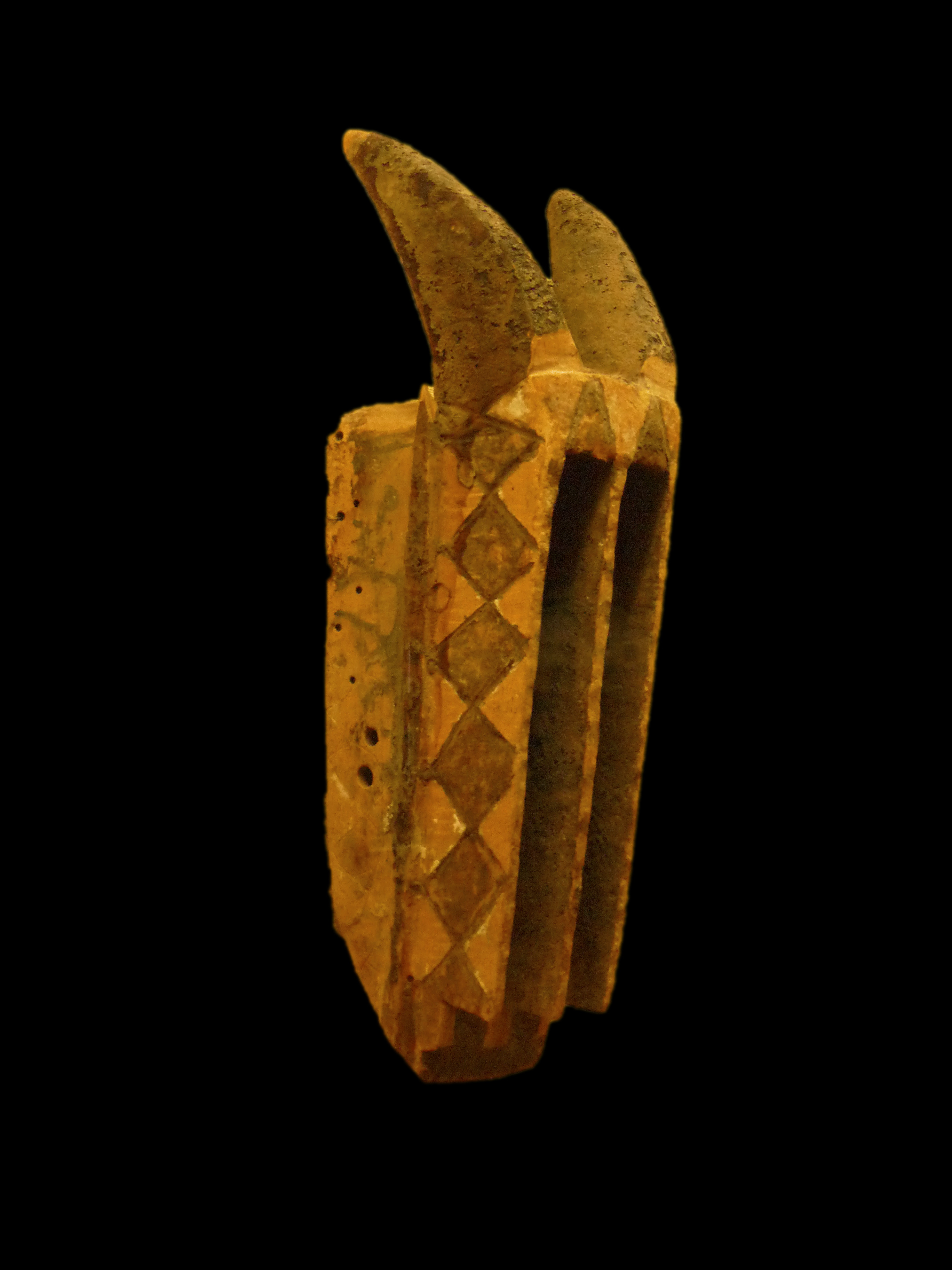
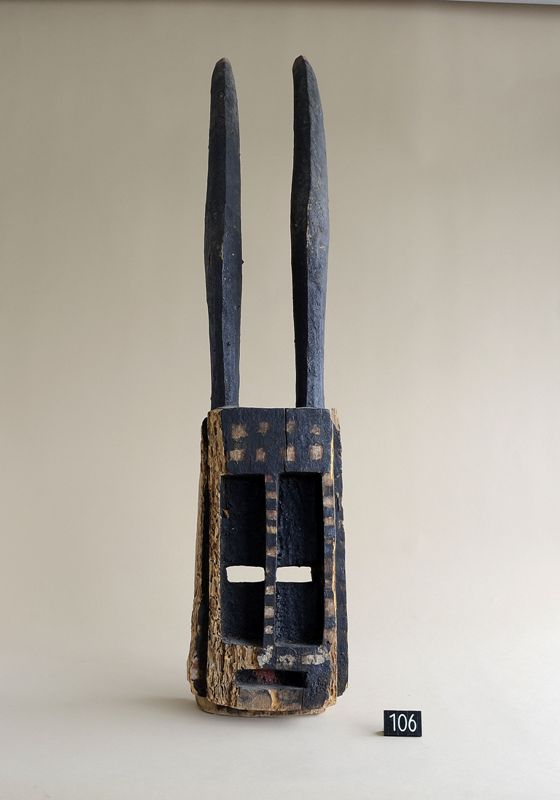
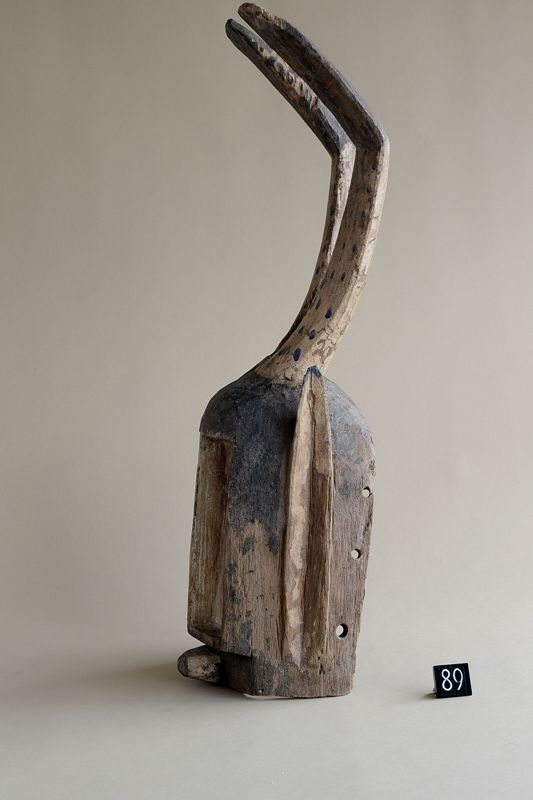
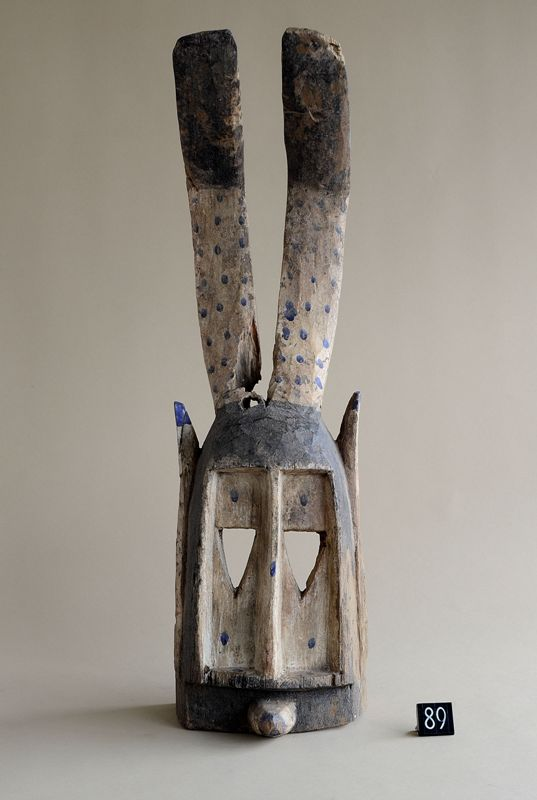